# 山川裕隆
山川 裕隆（やまかわ ひろたか、1951年（昭和26年）- ）は、日本のジャーナリスト。 時事総合研究所客員研究員で、元時事通信社解説委員兼前国際室次長。

## 来歴
青森県出身。青森県立五所川原高等学校を経て、青山学院大学法学部を卒業し、1975年（昭和50年）に時事通信社に入社した。
主に経済部に所属し、経済部次長、産業部次長、岐阜支局長、解説委員兼国際室次長などを務め、中国や東南アジアなどの情報収集・企画立案を担当した。2012年（平成24年）時事総合研究所客員研究員、2016年（平成28年）アジアフードビジネス協会のアドバイザーに就任。また、日刊WEBサービス「時事アジア速報」の編集や「ベトナム速報」の立ち上げに貢献した。